# Provincia di Şanlıurfa
La provincia di Şanlıurfa (in turco Şanlıurfa ili) è una provincia della Turchia.
Dal 2012 il suo territorio coincide con quello del comune metropolitano di Şanlıurfa (Şanlıurfa Büyükşehir Belediyesi).

## Geografia antropica

### Suddivisioni amministrative

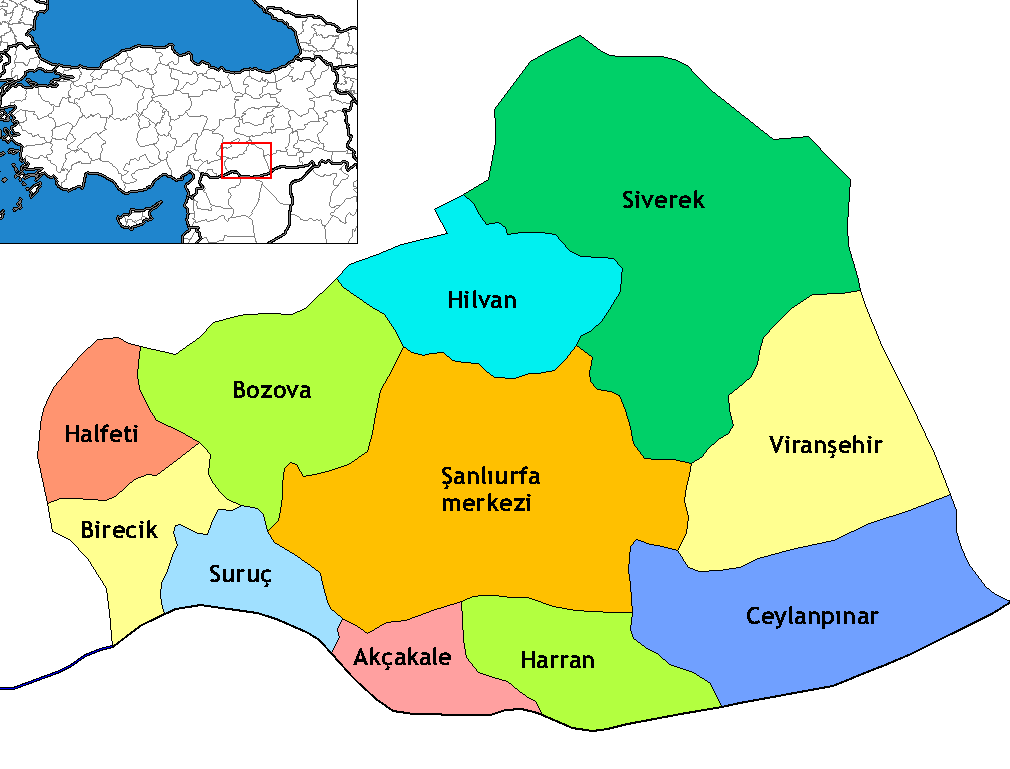
Distretti della provincia di Şanlıurfa prima del 2012

La provincia è divisa in 13 distretti:
- Akçakale
- Birecik
- Bozova
- Ceylanpınar
- Eyyübiye
- Halfeti
- Haliliye
- Harran
- Hilvan
- Karaköprü
- Siverek
- Suruç
- Viranşehir

Nel 2012 è stato soppresso il distretto centrale, suddiviso tra i nuovi distretti di Eyyübiye, Haliliye e Karaköprü.
Fanno parte della provincia 26 comuni e 1.079 villaggi.